# Facultad de Ingeniería Geológica, Minera, Metalúrgica y Geográfica (Universidad Nacional Mayor de San Marcos)
La Facultad de Ingeniería Geológica, Minera, Metalúrgica y Geográfica de la Universidad Nacional Mayor de San Marcos (siglas: FIGMMG-UNMSM) es una de las veinte facultades que conforman dicha universidad. La facultad en la actualidad, dentro de la organización de la universidad, forma parte del área de Ingenierías y cuenta con las escuelas académico-profesionales de Ingeniería Geológica, de Ingeniería Minera, de Ingeniería Metalúrgica, de Ingeniería Geográfica, de Ingeniería Civil, y de Ingeniería Ambiental, que brindan tanto estudios de pregrado como de posgrado. Se encuentra ubicada dentro de la ciudad universitaria.